# Tolotangga
Tolotangga is een bestuurslaag in het regentschap Bima van de provincie West-Nusa Tenggara, Indonesië. Tolotangga telt 2472 inwoners (volkstelling 2010).